# Challenger de Porto 2024
El torneo Porto Open 2024 fue un torneo de tenis perteneció al ATP Challenger Tour 2024 en la categoría Challenger 125. Se trató de la 18ª edición; el torneo tuvo lugar en la ciudad de Porto (Portugal), desde el 29 de julio hasta el 4 de agosto de 2024 sobre pista dura al aire libre.

## Jugadores participantes del cuadro de individuales
| Preclasificado | País                  | Jugador              | Rank1 | Posición en el torneo |
| 1              | Bandera de Eslovaquia | Lukáš Klein          | 119   | Segunda ronda         |
| 2              | Bandera de Francia    | Richard Gasquet      | 130   | Baja                  |
| 3              | Bandera de Kazajistán | Mikhail Kukushkin    | 132   | Semifinales           |
| 4              | Bandera de Francia    | Lucas Pouille        | 154   | Baja                  |
| 5              | Bandera de Portugal   | Jaime Faria          | 166   | Semifinales, retiro   |
| 6              | Bandera de España     | Alejandro Moro Cañas | 171   | FINAL                 |
| 7              | Bandera de Portugal   | Henrique Rocha       | 172   | Segunda ronda         |
| 8              | Bandera de Kazajistán | Timofey Skatov       | 185   | Segunda ronda         |

- 1 Se ha tomado en cuenta el ranking del 22 de julio de 2024.

### Otros participantes
Los siguientes jugadores recibieron una invitación (wild card), por lo tanto ingresan directamente al cuadro principal (WC):
- João Domingues
- Frederico Ferreira Silva
- Francisco Rocha

Los siguientes jugadores ingresan al cuadro principal tras disputar el cuadro clasificatorio (Q):
- Edas Butvilas
- Kenny de Schepper
- Renzo Olivo
- Arthur Reymond
- Alejo Sánchez Quílez
- Henry Searle

## Campeones

### Individual Masculino
- August Holmgren derrotó en la final a  Alejandro Moro Cañas por 7–6(3), 7–6(6)

### Dobles Masculino
- Sander Arends /  Luke Johnson derrotaron en la final a  Joshua Paris /  Ramkumar Ramanathan por 6–3, 6–2